# Доброгаєв Леонід Костянтинович
Леонід Костянтинович Доброгаєв (*12 травня 1900, Голінка — після 1930, Франція) — український військовик. Козак Армії УНР та Армії Української Держави Гетьмана Павла Скоропадського. Учасник боїв на російському фронті улітку 1918. Повстанець Чернігівського кінно-гонецького полку Дієвої Армії УНР під орудою Отамана Ангела (1919). Син настоятеля Голінського Спасо-Преображенського храму ієрея Костянтина (Доброгаєва); небіж чернігівського краєзнавця та архівознавця Михайла Доброгаєва.

## Біографія
Батьки родом із Стародубщини, але народився у Голінській волості поблизу Конотопа. 18-річним пішов добровольцем до армії Української Держави Гетьмана Павла Скоропадського, влітку 1918 брав участь у боях проти банд російських большевиків. Внаслідок окупації Чернігівщини ленінськими загонами, отримав відпустку і виїхав на кілька місяців до Києва. Після стабілізації фронту їде до Ніжина, де закінчив гімназію (1919).
Воював у складі Чернігівського кінно-гонецького полку Дієвої Армії УНР під орудою Отамана Ангела як рядовий повстанець. Пізніше, разом із загонами Білої армії, евакуювався з Криму до Африки. Перебував у таборі для біженців у Тунісі, звідки 1922 намагася вступити до Української господарської академії в Подєбрадах (Чехія). Переїжджає до Франції, де працює на одному з промислових підприємств. У 1930-их роках його сліди втрачаються. 